# 徐有貞
徐有貞（1407年—1472年），初名珵，字元玉，南直隸吳縣（今江蘇蘇州）人，順天府宛平縣籍。明朝政治人物，宣德年间進士出身。景泰末年，在英宗復辟过程中起到重要作用，官至內閣首輔。

## 生平

### 入仕
徐有貞本名徐珵，少時居於京師（今北京市），從吳訥遊。他精研經世濟民之學，喜好追求功名，於天文、地理、兵法、水利、陰陽、方術之書，無不諳究。明宣宗宣德四年（1429年），以宛平籍舉順天鄉試。宣德八年（1433年）成進士，選翰林院庶吉士，授編修。
明英宗正統七年（1442年），徐珵見天下承平日久，武備逐漸廢弛，深感憂慮，遂疏陳兵政五事。英宗雖然稱讚，卻不採納。正統十二年（1447年），升侍講。正統十四年（1449年）秋，火星入南斗，徐珵認為此是不祥之兆，私下對友人劉溥說：「禍不遠矣！」不久，明軍在土木堡之變中大敗，英宗被瓦剌俘虜，隨行官員戰死無數，京師震動，群臣束手無策。皇弟郕王朱祁鈺監國，命群臣商議戰守事宜。徐珵稱其夜觀星象，天命以去，只有南遷才能避禍。兵部侍郎于谦聽後高聲厲喝道：「言南遷者，可斬也。京師天下根本，一動則大事去矣，獨不見宋南渡事乎！」徐珵大為沮喪，不敢再言。郕王聽後稱是，留守策略始定，而徐珵因此懷恨在心，并埋下助英宗復辟後陷害于謙之伏線。

### 改名
郕王繼位，是為景帝。徐珵行監察御史職權，前往彰德府募兵，瓦剌退兵後召還，仍任故官，因為建議南遷之事，常被朝廷官員恥笑，長久不得升遷。徐珵討好陳循，尋找機會贈其玉帶，並說自己以星術預見到陳循將要高升。不久陳循果然加少保銜，大喜，因此多次推薦徐珵。當時，人事大多由于定奪，徐珵拉攏于謙門人遊說，請求擔任國子監祭酒。于謙果然向景帝進言，景帝稱：「此議南遷徐珵邪？為人傾危，將壞諸生心術。」徐珵不知于謙進言之事，反而以為被其阻撓，於是怨恨更深。陳循則勸徐珵改名，徐珵由此更名徐有貞。
景泰三年（1452年），徐有貞升任右諭德。當時黃河在沙灣決口已有七年，前後治理者均無功而返。朝廷共舉徐有貞治理，於是拔擢為左僉都御史，前往治河。徐有貞來到張秋，建議置水門、開支河、浚運河，三個月內完工。其渠為廣濟渠、閘為通源閘。景泰七年（1456年），山東再次發洪水，河提多有損壞，唯獨徐有貞所構建的築建無損。之後其抵達濟寧，構建減水閘，修建完成水閘，水患亦平。隨後還朝，進左副都御史。

### 奪門
景泰八年（1457年），景帝病重，石亨、張輒等謀劃迎立英宗，并與太常寺卿許彬商議。許彬稱老，但舉薦徐有貞。當夜，石亨即趕往徐有貞家，幾人商議計策后，毀墻進入南城，迎接明英宗，最終攻入東華門。此為奪門之變。

### 巔峰
明英宗復位，即日命徐有貞兼任學士，并入內閣，參預機務。此日加封兵部尚書，后封武功伯兼華蓋殿大學士，掌管文淵閣，祿千一百石，世錦衣指揮使，給誥券。隨後，徐有貞急於陷害于謙、王文。英宗以于謙對國家有功，不忍心殺他，徐有貞奏道：「不殺于謙，此舉為無名。」遂以「意欲」謀逆罪處死，其子于冕充軍，發戍山西龍門，其妻張氏發戍山海關。

### 身敗
徐有貞得志后，想法逐漸與曹吉祥、石亨相左，亦微言二人貪橫之狀。當時御史楊瑄奏劾石亨、曹吉祥侵占民田，英宗問徐有貞及李賢，兩人均對奏。石亨、曹吉祥大為怨恨，當時英宗常常與徐有貞私下議事，曹吉祥命屬下偷偷竊聽得到，故意洩露給英宗。英宗驚訝，詢問原因，曹吉祥謊稱為徐有貞告訴，并稱外間具知。英宗從此疏遠徐有貞。恰逢御史張鵬等欲彈劾石亨罪，奏摺未上，而給事中王鉉洩露給石亨、曹吉祥。兩人於是在英宗面前哭訴，稱此舉為內閣操作。於是，眾御史下獄，并逮捕徐有貞、李賢等人。之後英宗悔悟，釋放徐有貞，貶為廣東參政。徐有貞雖被貶，石亨仍感遺憾，意圖殺之。命人投匿名書，在德州逮捕并下詔獄。后恰逢承天門火災，石亨、曹吉祥擔心他又會被釋放，繼續對英宗讒言稱其謀反。英宗命下刑部，刑部侍郎劉廣衡等奏當棄市，后改詔徙金齒衛為民。

### 晚年
隨後曹吉祥、石亨謀反事敗，為曹石之變。英宗對李賢、王翺稱徐有貞是被石亨陷害，命釋放歸鄉。成化年間，復冠帶閑住，之後放浪山水間十餘年乃卒。

## 著作
著有《武功集》。